# 754
Cette page concerne l'année 754  du calendrier julien. Pour l'année 754 av. J.-C., voir 754 av. J.-C.
L'année 754 est une année commune qui commence un mardi.

## Événements
- Juin : début du règne de Abou Djafar Al Mansûr, calife abbasside (fin en 775)[1]. Khaled Barmek devient son grand vizir[2].

- Christianisme en Inde : le marchand syrien Thomas de Cana accompagné d'un groupe de chrétiens perses s'installe au Kerala (ou 345)[3].
- La Chine compte 52 millions d’habitants[4]. La capitale chinoise Chang'an, avec plus de 2 millions d'habitants est la plus grande ville au monde[5].

### Europe
- 6 janvier : réception du pape Étienne II par Pépin le Bref à Ponthion, près de Vitry-le-François[6]. Il est probable que le pape montre à Pépin la fausse donation de Constantin, par laquelle ce dernier aurait donné l’Italie au pape Sylvestre Ier avant son départ pour l’Orient. Pépin aurait promis de restituer ses droits à la république de Saint-Pierre[7].
- 10 février - 8 août : concile de Hiéreia qui définit la doctrine de l’iconoclasme dans l'empire byzantin et condamne les iconophiles Anastasius et Jean Damascène. 338 évêques y participent, mais le concile n’accueille pas de représentant du pape ni des autres patriarches[8].

- 14 avril : une expédition en Italie est décidée lors de l’assemblée des Grands réunie à Quierzy. Pépin aurait signé le traité de Quierzy créant les États pontificaux par la promesse de la donation de l'exarchat de Ravenne[7]. Le pape reconnaît en contrepartie la dynastie carolingienne. Cette donation sera confirmée en 774, à Rome, par Charlemagne, fils de Pépin[9]. Convaincu par Chrodegang, Pépin fait adopter par le concile de Quierzy-sur-Oise la liturgie romaine et le chant grégorien[10].

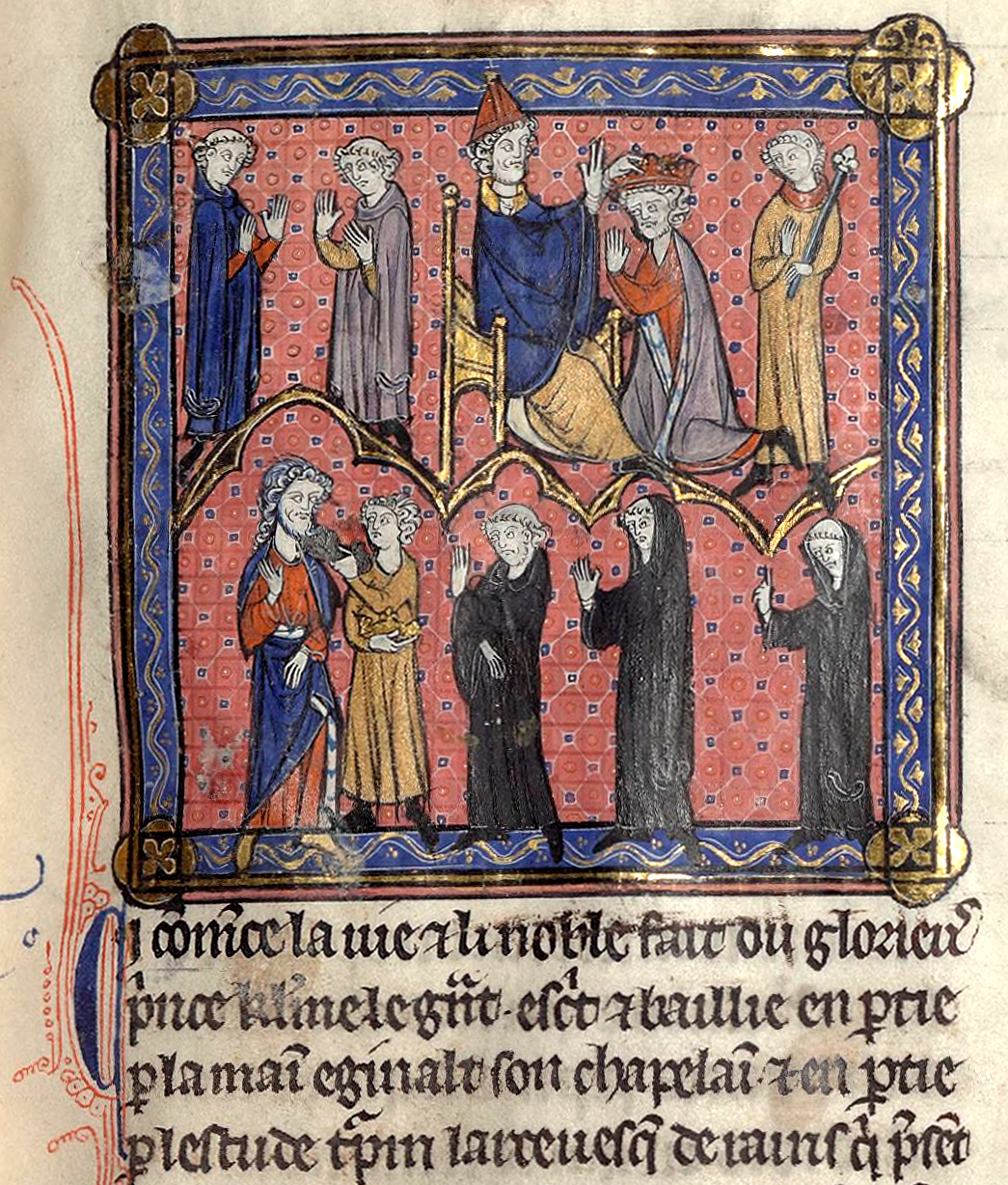
27 juillet : sacre de Pépin le Bref

- 27 juillet : Pépin le Bref est sacré roi des Francs à Saint-Denis par le pape Étienne II qui lui donne le titre héréditaire de Patrice des Romains, c’est-à-dire le protecteur de Rome et de sa population[6]. Le pape remet à Pépin le Bref la bannière de saint Pierre comme insigne militaire[11].
- 8 août : Constantin de Syllaeum est élu patriarche de Constantinople à l'issue du concile de Hiéreia[12].
- 14 octobre : Pépin envoie une ambassade à Aistolf, qui refuse de l’écouter[13]. Aistolf suscite contre lui l’opposition de son frère, Carloman, auquel il est parvenu à faire quitter l’abbaye du mont Cassin[6]. Carloman, opposé à la politique de son frère, rentre alors en France mais se fait arrêter puis enfermer dans un monastère à Vienne (Dauphiné) où il  trouve la mort entre le 4 décembre 754 et le 17 août 755.

## Naissances en 754
- Euthyme de Sardes, prélat byzantin ;
- La princesse Sakahito.

## Décès en 754

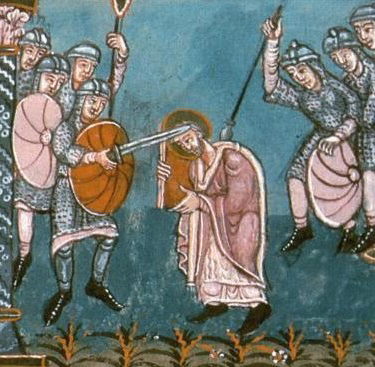
Martyre de saint Boniface

- 5 juin : Boniface de Mayence, âgé de plus de 70 ans, est massacré avec ses fidèles par des païens à Dokkum[14].
- 9 juin : Abu al-Abbas Abd Allah, dit al-Saffah, premier calife de la dynastie abbasside[1].
- 3 décembre : Carloman, maire du palais d'Austrasie de 741 à 747, retiré comme moine, à Vienne[15].

- Malik ibn abi'l-Samah, musicien arabe[16].